# 쿠루사
쿠루사(Kouroussa)는 기니의 북서쪽에 있는 도시로, 쿠루사 현의 주도다.

## 지리
이 도시에는 니제르강이 흐른다.

## 역사
이곳에 처음 온 유럽인은 프랑스인 르네 카이에이다. 그는 1827년 말리의 젠네와 팀북투로 가는 여정 도중에 쿠루사를 들렸다.